# 조선녀성
《조선녀성》(朝鮮女性)은 조선민주주의인민공화국의 월간잡지이다.

## 개요
《조선녀성》은 여성에 대한 잡지로, 평양직할시에 있는 근로단체출판사에서 발행하고 있다.
이 잡지는 조선로동당의 상속부서인 "조선민주여성동맹"(여맹)의 정식 기관지로, 1948년에 창간되었으며. 순 우리말로 편집한다.
이 잡지의 내용은 총 40페이지로 주로 내용은 주체사상에 대해서 알기 쉽게 해설한 글과, 일제강점기 때 공산주의자들이 활동했던 사실에 관한 기사 그리고 한국사에 관한 글, 컴퓨터와 일상생활에 대한 기본상식이 있다.
한편, 이 잡지는 자본주의 사회에 관한 비판적인 기사와 미국과 일본, 한국의 부정적 사건과 사고들을 비난하는 글이 실려있다.
이 잡지에서는 컬러사진을 소개하면서 다루는 코너와 함께, 여맹에서 일어나는 소식들을 컬러사진과 흑백사진으로 이루어져 있다.